# Österreichische Badminton-Bundesliga 2016/17
Die Österreichische Badminton-Bundesliga der Saison 2016/2017 bestand aus einer Vorrunde im Modus Jeder-gegen-jeden und anschließenden Halbfinal- und Finalspielen. Meister wurde UBSC Wolfurt.

## Vorrunde
| Platz | Team                    | Spiele | G | U | V | Punkte | Spielpunkte | Sätze  | Bälle     |
| ----- | ----------------------- | ------ | - | - | - | ------ | ----------- | ------ | --------- |
| 1     | AS Logistik Mödling     | 10     | 7 | 2 | 1 | 16     | 53-27       | 117-67 | 3466-3225 |
| 2     | Raiffeisen UBSC Wolfurt | 10     | 7 | 0 | 3 | 14     | 45-35       | 107-88 | 3641-3392 |
| 3     | WBH Wien                | 10     | 5 | 0 | 5 | 10     | 43-37       | 95-92  | 3456-3384 |
| 4     | Askö Traun              | 10     | 4 | 2 | 4 | 10     | 40-40       | 90-93  | 3267-3314 |
| 5     | BSC 70 Linz             | 10     | 4 | 1 | 5 | 9      | 38-42       | 93-96  | 3440-3443 |
| 6     | ASV Pressbaum           | 10     | 0 | 1 | 9 | 1      | 21-59       | 60-126 | 3065-3577 |

## Halbfinale
- ASKÖ Traun – AS Logistik Mödling: 5:2, 4:4
- Raiffeisen UBSC Wolfurt – WBH Wien: 4:3, 4:3

## Finale
- Raiffeisen UBSC Wolfurt – ASKÖ Traun: 0:5, 4:2, 4:3